# Liste der Herrscher von Neuenburg
Liste der Herren, Grafen und Fürsten von Neuenburg (heute Kanton Neuenburg). Den Grafen-, später Fürstentitel von Neuenburg führten verschiedene Dynastien.

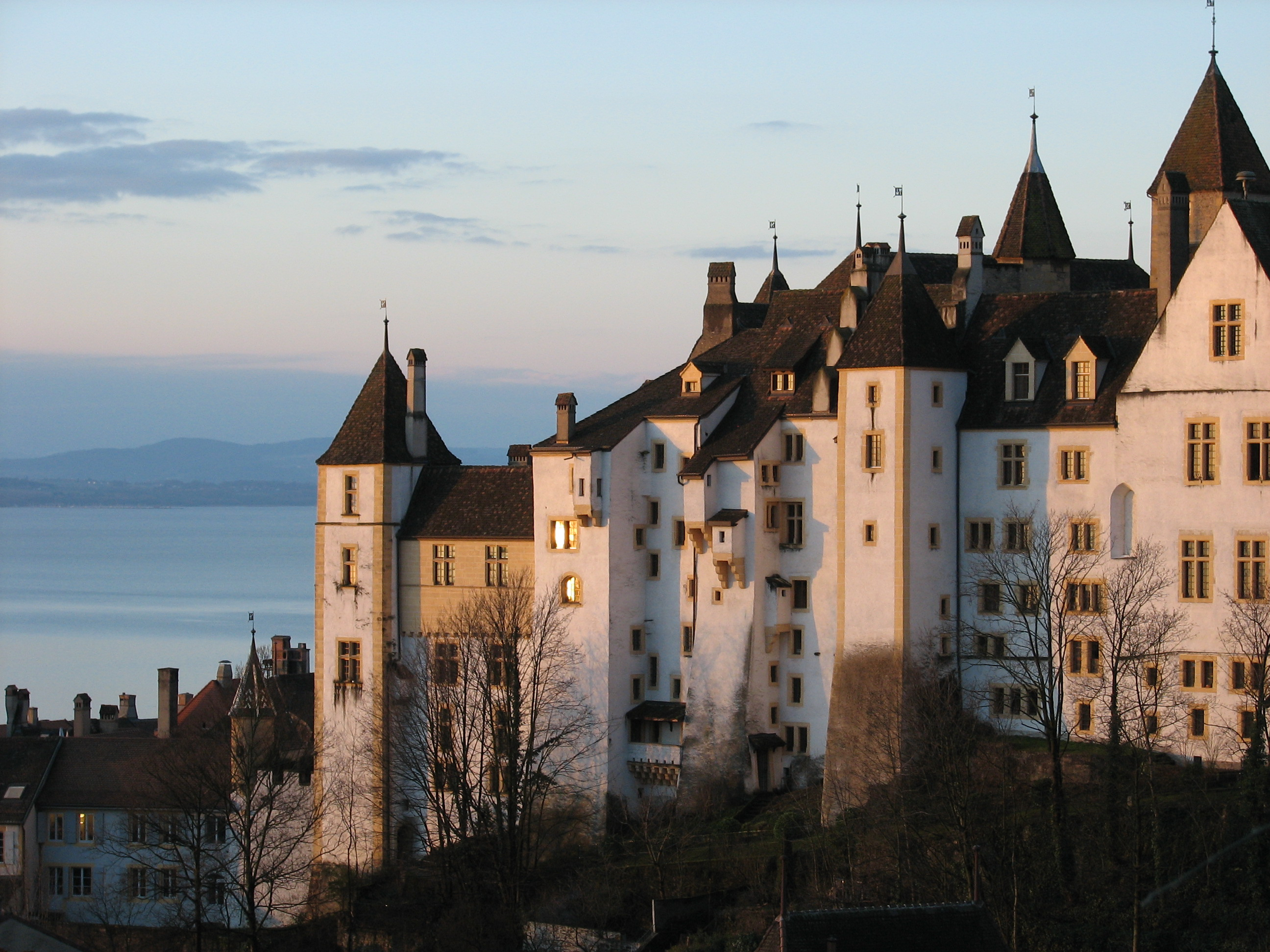
Schloss Neuenburg über dem Neuenburgersee

## Herren von Neuenburg
Die ersten Herren und Grafen nannten sich von Neuenburg.
- Rudolf I., 1125 Herr von Neuenburg (de Novocastro), † wohl 1149
- Mangold, dessen Bruder, 1143 Herr von Neuenburg (de Novocastro), 1125/43 bezeugt
- Ulrich II., Herr von Neuenburg, † 1191/92, Sohn Rudolfs
- Rudolf II., Herr von Neuenburg 1157–62/92, † vor 1196, dessen Sohn
- Berchtold, Herr von Neuenburg 1201/60, † 1261, dessen Sohn
- Rudolf III., Herr von Neuenburg 1223/57, † vor 1263, dessen Sohn
- Ulrich IV., 1264/77 bezeugt, dessen Sohn
- Amadeus, 1285 Herr von Neuenburg, † 1288, dessen Bruder
- Heinrich, 1279 Herr von Neuenburg, 1273/85 bezeugt, dessen Bruder

Rudolf, Sohn des Berchtold, wurde von seinem Vater zum ersten „Baron de Thielle“ ernannt.

## Grafen von Neuenburg
- Rudolf IV., 1288 Herr von Neuenburg als Vasall des Hauses Chalon-Arly, 1296 Graf von Neuenburg, † 1343, Sohn von Amadeus
- Ludwig, 1343 Graf und Herr von Neuenburg, † 1373, dessen Sohn
- Isabella (Elisabeth), 1373 Gräfin und Herrin zu Neuenburg, † 1395; ⚭ Rudolf IV., Graf von Neuenburg in Nidau, † 1375 (siehe unten) – keine Nachkommen
  - Verena, Tochter von Ludwig, † 1374; ⚭ Egen III., Graf von Freiburg, † 1385

## Grafen von Neuenburg zu Nidau
Mit der Aufteilung des Hauses Neuenburg in mehrere Zweige kam der Grafentitel an die Linie von Neuenburg-Nidau auf Schloss Nidau.
- Ulrich III., † 1225, Bruder von Rudolf II., Graf von Neuenburg zu Nidau,
- Rudolf I., † 1258, dessen Sohn, Graf von Neuenburg zu Nidau und Erlach, 1255 Landgraf in Burgund
- Rudolf II., † 1308/09, dessen Sohn, 1265 Graf von Erlach und Herr von Nidau, 1269 Graf von Neuenburg, 1276 Landgraf in Burgund
- Rudolf III., X 1339, dessen Sohn, 1336 zu Burg Balm und Büren; ⚭ Verena (Varenne) von Neuenburg (Neufchâtel-Blamont) († 1372), Tochter des Thiébaud IV., Seigneur de Neuchâtel-Urtière und Blamont, Vicomte de Baume-les-Dames, sie heiratete 1352 (als Witwe) Graf Johann II. (Habsburg-Laufenburg).
- Rudolf IV., X 1375, dessen Sohn, Graf von Neuenburg, Herr von Nidau; ⚭ Isabella (Elisabeth), 1373 Gräfin und Herrin zu Neuenburg, † 1395 (siehe oben) – keine Nachkommen

## Grafen von Neuenburg und Freiburg im Breisgau
Durch Erbschaft kam die Grafschaft Neuenburg Ende des 14. Jahrhunderts an die Grafen von Freiburg.
- Konrad III., † 1424, 1395 Herr zu Neuenburg, 1385 Graf von Freiburg, Sohn von Graf Egen III. von Freiburg und Verena von Neuenburg (siehe oben)
- Johann, † 1457, dessen Sohn, Graf von Freiburg und Neuenburg – keine überlebenden Nachkommen

Graf Johann vermacht die Grafschaft Neuenburg dem Markgrafen Rudolf IV. von Hachberg-Rötteln, dem Sohn seines noch lebenden Vetters (und eigentlichen Erben) Wilhelm von Hachberg-Rötteln.

## Markgrafen von Hachberg-Sausenberg
Die Grafschaft Neuenburg wurde Mitte des 15. Jahrhunderts an das Haus Hachberg-Sausenberg, einen Seitenzweig des Hauses Baden (und damit der Zähringer), vererbt.
- Rudolf IV. von Hachberg-Sausenberg, † 1487, Markgraf von Rötteln, Herr von Badenweiler, 1444 Graf von Neuenburg
- Philipp, † 1503, dessen Sohn, Graf von Neuenburg
- Johanna, † 1543, dessen Tochter, 1503/12 und 1529/43 souveräne Gräfin von Neuenburg; ⚭ Louis I., Herzog von Longueville

## Haus Orléans-Longueville

### Titelträger
Mit Heirat 1504 erlangte das Haus Orléans-Longueville den Titel des souveränen Grafen von Neuenburg.
- Louis I., † 1516, 1504–1513 souveräner Graf von Neuenburg etc., 1515 2. Herzog von Longueville, 5. Graf von Dunois, Tancarville und Montgomery, 1. Fürst von Chatel-Allion, Vizegraf von Melun, Abbeville, Montreuil-sur-Mer etc., Bruder von François II. d‘Orléans, Graf von Dunois und Tancarville
- Claude († 1524), dessen Sohn, 1516–1524 3. Herzog von Longueville 1516, 2. souveräner Graf von Neuenburg, 6. Graf von Dunois etc.
- Louis II. († 1537), dessen Bruder, 4. Herzog von Longueville 1524, 3. souveräner Graf von Neuenburg, 7. Graf von Dunois etc.
- François III. († 1551), dessen Sohn, 5. Herzog von Longueville 1537, 4. souveräner Graf von Neuenburg, 8. Graf von Dunois etc
- Léonor († 1573), dessen Vetter, 6. Herzog von Longueville 1551, 5. souveräner Graf von Neuenburg, 9. Graf von Dunois etc
- Henri I. († 1595), dessen Sohn, 7. Herzog von Longueville 1573, 6. souveräner Graf von Neuenburg, 10. Graf von Dunois

- Henri II. (1595–1663), dessen Sohn, 8. Herzog von Longueville 1595, Fürst von Neuenburg, 11. Graf von Dunois
- Jean Louis († 1694), dessen Sohn, 9. Herzog von Longueville 1663–1668, 2. Fürst von Neuenburg, 12. Graf von Dunois
- Charles Paris († 1672), dessen Halbbruder, 10. Herzog von Orléans-Longueville 1668–1672, 3. Fürst von Neuenburg, 13. Graf von Dunois
- Jean Louis, 2. Mal, 1672–1694
- Marie de Nemours, † 1707, 4. Fürstin von Neuenburg etc., dessen Schwester

### Die Regenten und Regentinnen
Die in Frankreich hochgestellten Herren des Hauses Longueville befassten sich selten mit der Herrschaft Neuchâtel. Die Frauen des Hauses übernahmen meist für die minderjährigen Titelträger die Regentschaft, wobei sie diese mehrfach auch über die Volljährigkeit der Söhne hinaus übertragen bekamen. Präsenz zeigten allerdings auch diese Damen in Neuchâtel eher selten.
|  | Name (Lebensdaten)                                     | Regierungszeit          | Anmerkungen |
|  | ------------------------------------------------------ | ----------------------- | --- |
|  | Johanna von Hachberg-Sausenberg (* ~1486 ; † 1543)     | 1503–1512 und 1529–1543 | Tochter des Markgrafen Philipp von Hachberg-Sausenberg. 1504–1512 Mitregentschaft ihres Ehemannes Louis I. d’Orléans-Longueville. 1512–1529 war die Grafschaft Neuenburg durch Eidgenossenschaft besetzt. |
|  | Claude de Lorraine, duc de Guise (* 1496; † 1550)      | 1543–1551               | Regierte für seinen Enkel François III. d’Orléans-Longueville (1535–1551) |
|  | Jacqueline de Rohan (* 1520; † 1587)                   | 1551–1573               | Regierte für ihren Sohn Léonor d’Orléans-Longueville; Mitregentschaft von Jacques de Savoie-Nemours 1551–1557                                                                                             |
|  | Marie de Bourbon-Saint-Pol (* 1539; † 1601)            | 1573–1601               | Regierte zunächst (1573–1595 für ihren Sohn Henri I. d’Orléans-Longueville und dann (1595–1601) für ihren Enkel Henri II. d’Orléans-Longueville                                                           |
|  | Catherine de Gonzague (* 1568; † 1629)                 | 1601–1617               | Regierte für ihren Sohn Henri II. d’Orléans-Longueville |
|  | Henri II. d’Orléans-Longueville (* 1595; † 1663)       | 1617–1663               | übernahm mit der Volljährigkeit auch selbst die Regierung |
|  | Jean Louis d’Orléans-Longueville (* 1646; † 1694)      | 1663–1668               | Der junge Fürst dankte 1668 zu Gunsten seines Halbbruders Charles Paris d’Orléans-Longueville ab, da er geisteskrank war.                                                                                 |
|  | Anne Geneviève de Bourbon-Condé (* 1619; † 1679)       | 1663–1679               | Regierte (1668–1672) für ihren Sohn Charles Paris d’Orléans-Longueville und (1672–1679) für ihren Sohn Jean Louis d’Orléans-Longueville                                                                   |
|  | Marie de Nemours (* 1625; † 1707)                      | 1679–1682               | Regierte (1679–1682) für ihren Halbbruder Jean Louis d’Orléans-Longueville und übernahm als Fürstin (1694–1707) die Regierung selbst                                                                      |
|  | Louis II. de Bourbon, prince de Condé (* 1621; † 1686) | 1682–1694               | Regierte für Jean Louis d’Orléans-Longueville |
|  | Marie de Nemours (* 1625; † 1707)                      | 1694–1707               | Regierte (1679–1682) für ihren Halbbruder Jean Louis d’Orléans-Longueville und übernahm als Fürstin (1694–1707) die Regierung selbst                                                                      |

## Hohenzollern
Die Würde des Fürsten von Neuenburg trugen ab 1707 die Könige von Preußen aus dem reformierten Zweig der Dynastie Hohenzollern; zur Zeit Napoleons verloren sie von 1806 bis 1814 die Herrschaft. Die Revolution von 1848 beendete sie faktisch. Im Jahr 1857 erfolgte nach dem Neuenburgerhandel der Verzicht auf das Fürstentum unter Beibehaltung des Titels.

### Preußische Gouverneure bis 1806
- 1707–1709 Ernst von Metternich (preußischer Vertreter)
- 1709–1714  Stadtrat
- 1714–1720 François de Langes
- 1720–1737 Paul de Froment
- 1737–1742 Philippe de Brueys  (de Bézuc)
- 1742–1754 Jean de Natalis
- 1754–1768 George Keith, 9. Earl Marischal (Abwesend nach dem 30. April 1763)
- 1765–1768 Ludwig Abraham Michel  Vertretung von Keith
- 1768–1779 Robert Scipio von Lentulus
- 1779–1806 Gottlieb Ludwig von Beville

## FürstLouis-Alexandre Berthier

### Gouverneur
- 1806–1814 Charles Nicolas Oudinot

## Hohenzollern

### Preußische Gouverneure von 1814 bis 1848
- 1814–1823 Chambrier d'Oleyres
- 1823–1830 Wilhelm von Zastrow (1752–1830)
- 1830–1848 Ernst von Pfuel